# Lisardo Lombardía

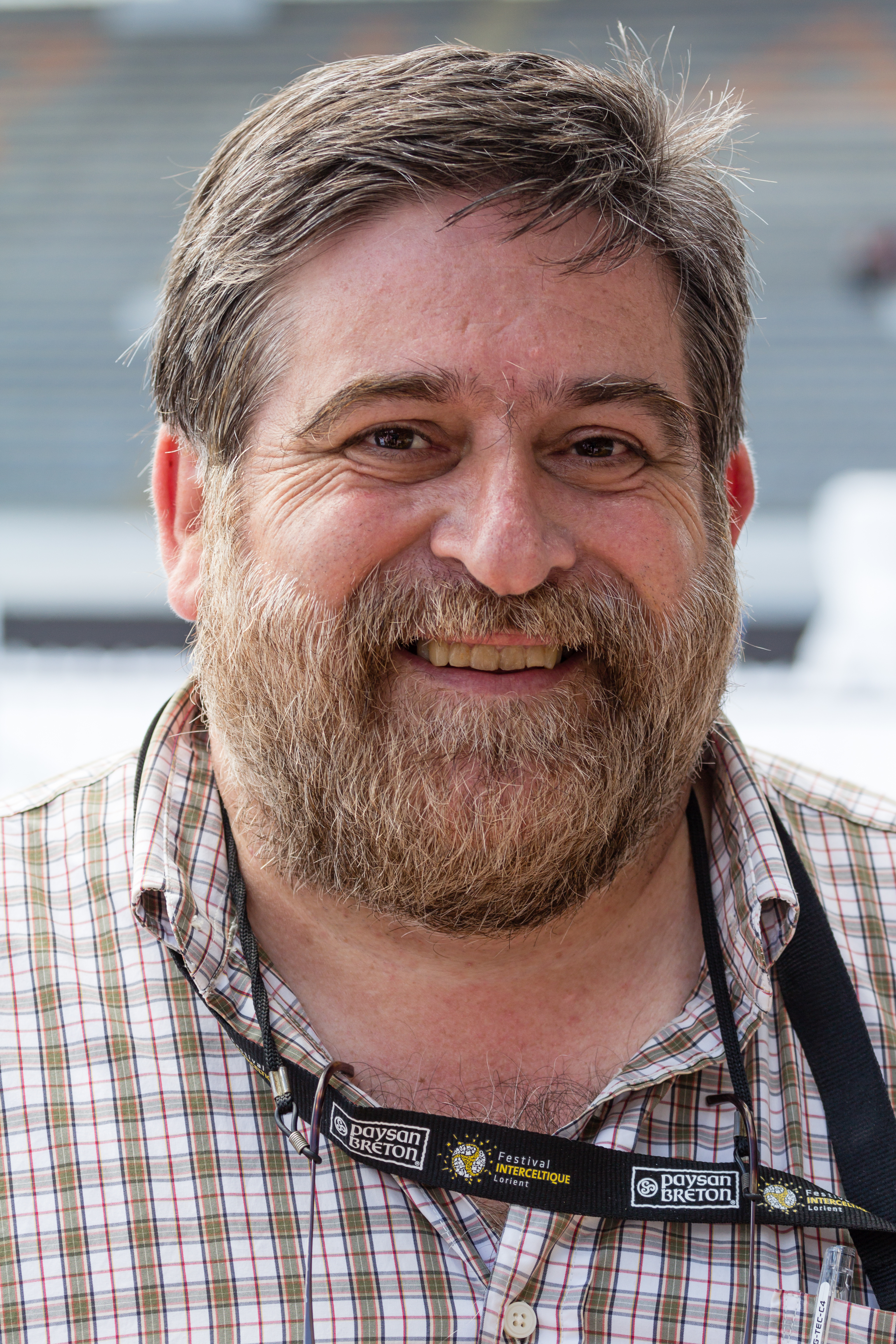
Foto, 2012

Lisardo Lombardía Yenes (Pola de Laviana, 10 de febrero de 1955) es un organizador cutural español.

## Biografía
Estudió medicina y cirugía en la Universidad de Oviedo, donde llevó el coro universitario de 1973 a 1983.
Más tarde, ejerció como médico y se interesó por iniciativas culturales. Fundó y dirigió el “Club Prensa Asturiana” de La Nueva España (1989-2007); es responsable de la discográfica FonoAstur, ha trabajado para la Fundación Cultural Belenos y dirigió el Festival Intercéltico de Lorient (2007-2012). 
Se casó en 1979 con la pediatra Celia González Baschwitz y tienen dos hijas. 

## Premios
- Medalla de Asturias, 2015
- Chevalier des Arts et des Lettres, 2021